# Funeral de João Paulo II
O Funeral de João Paulo II ocorreu em 8 de abril de 2005, seis dias após sua morte em 2 de abril. O funeral foi seguido pela observação de nove dias de luto pela Igreja Católica Romana e pelas Igrejas orientais.
Em 22 de fevereiro de 1996, através da constituição apostólica Universi Dominici Gregis, o Papa João Paulo II havia modificado normas relativas as exéquias e ao processo de vacância da Sé Apostólica. As modificações acabaram por ter efeito primeiramente sobre seu próprio funeral, em 2005.
O funeral do Papa João Paulo II atraiu o maior número de chefes de Estado fora das Nações Unidas em toda a história, ultrapassando o funeral do primeiro-ministro britânico Winston Churchill, em 1965. Nove monarcas e, ao menos, setenta presidentes e primeiros-ministros participaram da cerimônia, além de quatorze outros líderes religiosos não-católicos. O evento fúnebre também é considerado uma das mais aglomerações públicas da história da Cristandade. As ruas de Roma, onde está enclavada a Cidade do Vaticano, ficaram congestionadas devido ao fluxo de peregrinos em direção à Praça de São Pedro.

## Dignatários
Antes mesmo que o Colégio dos Cardeais emitissem convites oficiais ao funeral de João Paulo II, cerca de 200 governantes estrangeiros expressaram sua intenção de comparecer à Missa de Réquiem. Entre os mais notórios dignatários, estavam George W. Bush e alguns dos seus antecessores, Silvio Berlusconi, Lula da Silva e alguns antecessores; como: Fernando Henrique Cardoso, José Sarney e Itamar Franco, Aleksander Kwaśniewski, Jacques Chirac, Mary McAleese, Gerhard Schröder, Tony Blair, o Rei Juan Carlos e a Rainha Sofia, e o Príncipe de Gales (que adiou seu casamento com Camilla Parker-Bowles para comparecer à missa).
Todos os dignatários foram acomodados em ordem alfabética de acordo com a pronúncia francesa do nome de seus respectivos países e levando em consideração a precedência diplomática, com soberanos à frente dos chefes de Estado eleitos. As maiores delegações foram a italiana (à qual foi reservada a bancada honorária) e a polonesa (país de origem de João Paulo II). Desta forma, o então presidente israelense Moshe Katsav sentou-se somente duas cadeiras de distância do presidente iraniano Mohammad Khatami, com quem as relações diplomáticas estavam suspensas. O presidente taiwanês Chen Shui-bian também compareceu à missa, devido ao reconhecimento da República da China por parte da Santa Sé em detrimento da República Popular da China. 
| País           | Chefe da delegação                        |
| -------------- | ----------------------------------------- |
| Afeganistão    | Presidente Hamid Karzai                   |
| Albânia        | Presidente Alfred Moisiu                  |
| Angola         | Presidente José Eduardo dos Santos        |
| Argentina      | Vice-presidente Daniel Scioli             |
| Armênia        | Primeiro-ministro Andranik Markaryan      |
| Austrália      | Governador-geral Michael Jeffery          |
| Austrália      | Presidente Heinz Fischer                  |
| Bangladesh     | Chowdhury Kamal Ibne Yusuf                |
| Bélgica        | Rei Alberto II                            |
| Bolívia        | Presidente Carlos Mesa                    |
| Brasil         | Presidente Luiz Inácio Lula da Silva      |
| Bulgária       | Presidente Georgi Parvanov                |
| Canadá         | Primeiro-ministro Paul Martin             |
| Chile          | Ignacio Walker                            |
| Colômbia       | Vice-presidente Francisco Santos Calderon |
| Costa Rica     | Presidente Abel Pacheco                   |
| Cuba           | Ricardo Alarcón de Quesada                |
| Dinamarca      | Rainha Margarida II                       |
| Equador        | Presidente Lucio Gutiérrez                |
| Espanha        | Rei Juan Carlos                           |
| Estados Unidos | Presidente George W. Bush                 |
| França         | Presidente Jacques Chirac                 |
| Irlanda        | Presidente Mary McAleese                  |
| Itália         | Presidente Carlo Azeglio Ciampi           |
| Japão          | Yoriko Kawaguchi                          |
| México         | Presidente Vicente Fox                    |
| Polónia        | Presidente Aleksander Kwaśniewski         |
| Portugal       | Presidente Jorge Sampaio                  |
| Reino Unido    | Carlos, Príncipe de Gales                 |